# Da'an, Fujian
Da'an (kinesiska: 大安乡) är en socken i sydöstra Kina. Den ligger i Shouning härad i staden Ningde i provinsen Fujian, omkring 160 kilometer norr om provinshuvudstaden Fuzhou. Antalet invånare är 6 761. Befolkningen består av 3 239 kvinnor och 3 522 män. Barn under 15 år utgör 17,0 %, vuxna 15-64 år 65 %, och äldre över 65 år 16,0 %.